# Sándor Petöfi
Sándor Petöfi (tên khai sinh: Petrovics; tiếng Hungary: Petőfi Sándor, tiếng Slovak: Alexander Petrovic; Serbia: Александар Петровић; sinh ngày 1 tháng 1 1823 - 1849) là một nhà thơ cách mạng và là nhà thơ lớn nhất của Hungary, đóng vai trò lớn trong Cách mạng Hungary năm 1848. Ông mất trong trận chiến Segesvár.

## Cuộc đời
Ông sinh vào ngày đầu tiên của năm 1823, tại thị trấn Kiskőrös trong gia đình làm nghề giết mổ gia súc. Hồi nhỏ, gia đình ông khá giả, nhưng khi ông 15 tuổi, gia đình ông lâm vào cảnh phá sản. Vì thế, ông đã phải lăn lóc kiếm sống bằng nhiều nghề khác nhau như đi lính, làm chân sai vặt trong nhà hát kịch rồi làm diễn viên kịch rong, chép thuê, dạy học tư, dịch tiểu thuyết...
Năm 24 tuổi, ông kết hôn với Júlia Szendrey, một người có ảnh hưởng tích cực đến sự nghiệp sáng tác của ông. Họ đã có với nhau một đứa con trai vào năm 1848. Sau đó, ông tham gia tổ chức cách mạng ở Pest. Những tác phẩm của ông tạo sự động viên rất cao cho phong trào cách mạng. Ông gia nhập quân đội và mang hàm Thiếu tá, đã tham gia rất nhiều trận đánh lớn cùng với đồng đội.
Trong trận Segesvár, ông cùng đồng đội đã phải chống lại kẻ địch đông hơn rất nhiều lần và ông đã anh dũng hi sinh khi mới 26 tuổi.

## Sự nghiệp
Tập thơ đầu tiên của ông được đăng tải trong nhiều số báo liên tiếp của báo thời trang Pest.
Với sự giúp đỡ của bạn bè, tập thơ đầu tiên của ông được in vào năm 1844, đó là trường ca Cái búa của địa phương với hơn 1.000 câu thơ phê phán những người cầm bút không có tài năng và không có lương tâm, chỉ suốt ngày tâng bốc bọn quý tộc mà không phục vụ cách mạng, nhân dân.
Hai năm sau, thiên anh hùng ca "Dũng sĩ János " (János Vitéz) ra đời đã ca ngợi tinh thần bất khuất của dân tộc Hungary. Cũng trong năm đó, tập thơ lãng mạn "Những đám mây" được xuất bản.
Cách mạng năm 1848, ông đã có rất nhiều các bài thơ hay như: Căm thù của thế giới, Những bài thơ của tôi, Số phận, Hãy mở cho tôi trường hoạt động, Nhân danh nhân dân, Lời phán xử..mang đậm tinh thần cách mạng. Với vai trò lãnh đạo cùng một số đồng chí khác, ông đã viết bài thơ "Bài ca dân tộc" thay lời khẩu hiệu "Đứng lên hỡi người Hungary, tổ quốc gọi người.."
Sau đó là những tác phẩm trong thời gian ông tham gia quân đội như: "Bài ca xung trận", "Trong trận", "Vợ và gươm".. nhằm khích lệ tinh thần chiến đấu của chiến sĩ cách mạng.
Trong năm 1848, tác phẩm được coi là vĩ đại nhất của Petöfi đã ra đời, đó là trường ca "Nhà truyền giáo". Đây là một tự truyện, kể về sự hi sinh của một người chiến sĩ cách mạng trong hoạt động truyền bá tư tưởng mới.
Ông hi sinh khi còn rất trẻ, nhưng di sản thơ ca ông để lại cho đời rất đáng khâm phục, với 800 bài thơ, 3 trường ca, 2 truyện thơ. Ông đã gắn bó cuộc đời mình với sự nghiệp đấu tranh giành độc lập tự do của nhân dân Hungary. Vì thế, Petöfi là nhà thơ đầu tiên của Hungary được thế giới biết đến và ông mãi là nhà thơ nổi tiếng trên bầu trời văn học của Hungary nói riêng và châu Âu thế kỷ 19 nói riêng.
Nhằm tưởng nhớ tới ông, rất nhiều cây cầu, đường phố và nhiều tượng được dựng lên ở nhiều nước như: Slovakia, Hungary, Bulgaria..

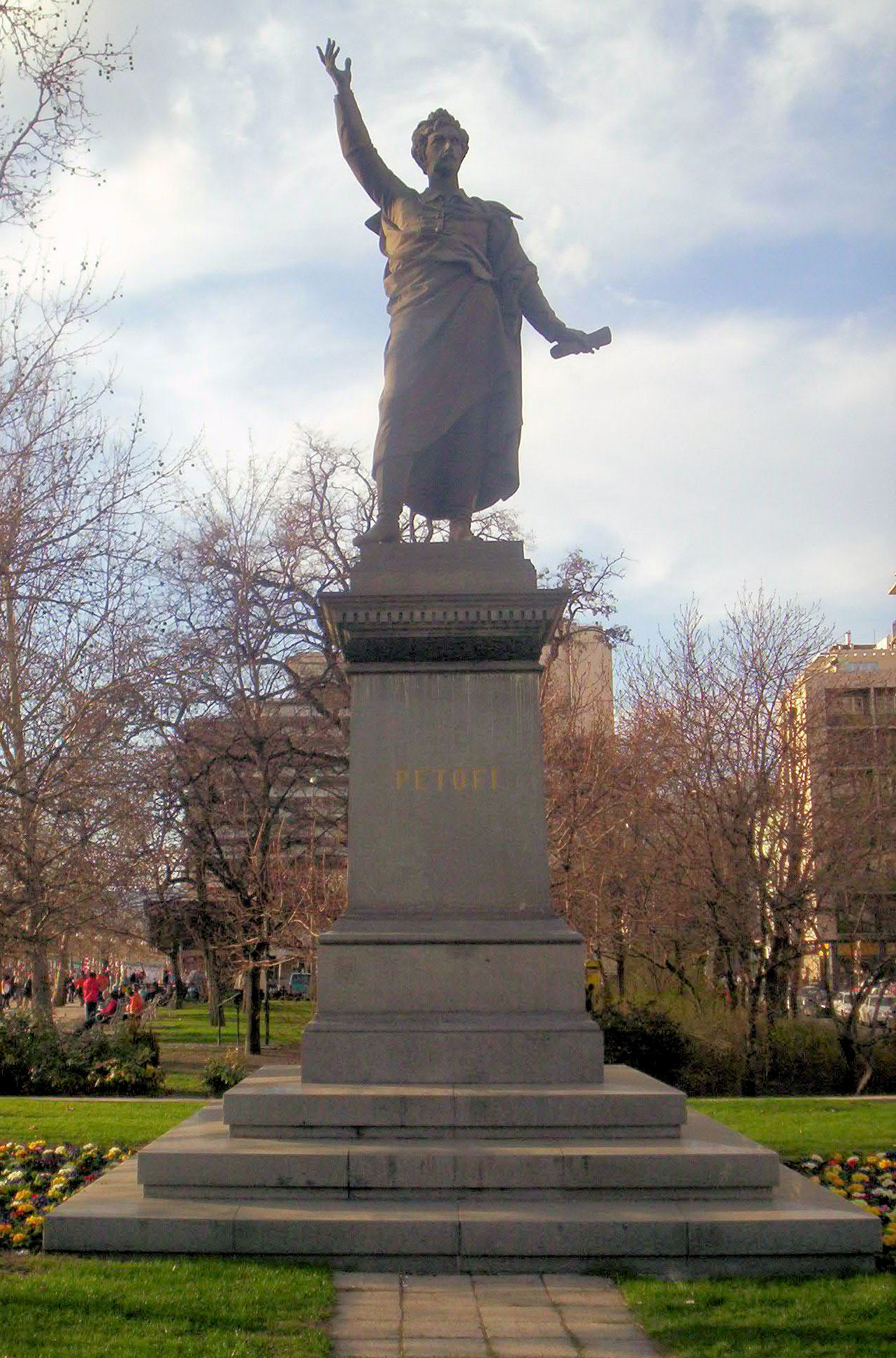
Bức tượng Sándor Petöfi ở thủ đô Budapest

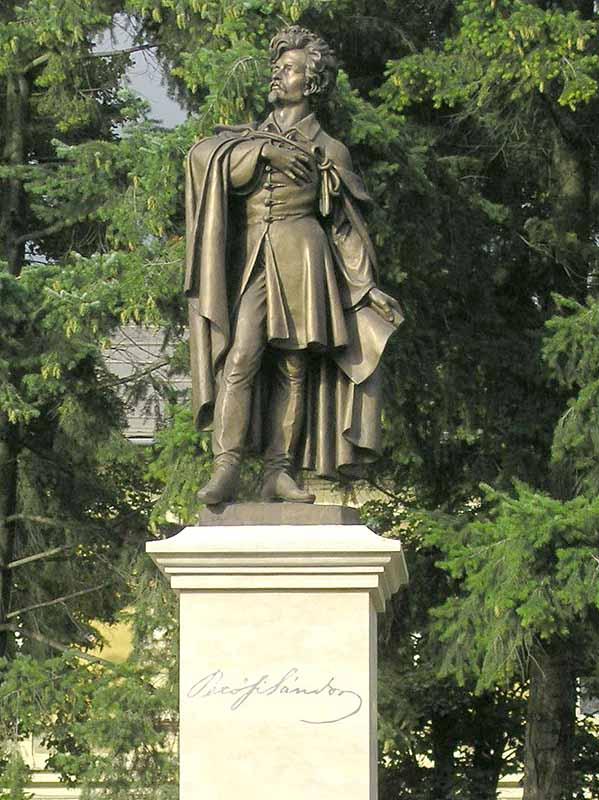
Tượng của ông ở Slovakia